# David F. Sandberg
David Fredrik Sandberg (Jönköping, 21 gennaio 1981) è un regista svedese.

## Biografia
Nato a Jönköping, nella provincia svedese di Småland, sviluppa fin dall'infanzia una passione per il cinema, grazie a una videocamera VHS-C regalatagli dal padre. Da adolescente lavora in una videoteca e inizia a girare i suoi primi corti. Si impratichisce di regia cinematografica durante un tirocinio presso la Film i Jönköping.
Si fa notare nel 2006, quando pubblica su YouTube il suo cortometraggio animato Vad tyst det blev, ottenendo oltre 1,7 milioni di visualizzazioni. Sandberg inizia quindi a ricevere offerte di lavoro nell'ambiente, esordendo l'anno seguente come consulente dell'animazione in un episodio della serie animata di Kanal 5 Myggan. Continua a lavorare per la Film i Jönköping, realizzando documentari e cortometraggi, oltre che dirigere alcuni documentari informativi per l'ente governativo svedese Allmänna arvsfonden. Trasferitosi a Göteborg, nel 2011 realizza per Sveriges Utbildningsradio la serie animata Earth Savers.
A partire dallo stesso anno, si dedica all'autoproduzione di cortometraggi horror a un basso budget, realizzati interamente da sé stesso col solo aiuto della sua compagna, e poi moglie, Lotta Losten. Per farsi conoscere, decide di pubblicarli online su Vimeo e YouTube con lo pseudonimo di ponysmasher.
Uno di questi cortometraggi, Lights Out (2013), diventa virale, attirando l'attenzione di diverse persone all'interno dell'industria cinematografica hollywoodiana, tra cui il produttore Lawrence Grey, che sottopone l'idea al regista James Wan e decide di trarne un lungometraggio, affidando la regia a Sandberg. Il film, intitolato Lights Out - Terrore nel buio, si dimostra un successo al botteghino, incassando circa 148 milioni di dollari a fronte di un budget di appena 5 milioni.
Sandberg si trasferisce quindi a Los Angeles e viene scelto come regista di Annabelle 2: Creation, prequel del film horror soprannaturale Annabelle, uscito nel 2017. Il film registra nuovamente un ottimo risultato al botteghino, incassando 305 milioni a fronte di un budget di 15. Nel 2019 dirige la commedia supereroistica Shazam!, facente parte del DC Extended Universe, nella quale presta anche la voce al villain Mr. Mind e le movenze agli Uomini Coccodrillo.

## Filmografia

### Regista

#### Cortometraggi
- Vad tyst det blev... (2006)
- Animera = Göra livlig (2011)
- Ladyboy – documentario (2013)
- Lights Out (2013)
- Cam Closer (2013)
- See You Soon (2014)
- Pictured (2014)
- Not So Fast (2014)
- Coffer (2014)
- Attic Panic (2015)
- Closet Space (2016)
- Shadowed (2020)
- Not Alone in Here (2020)

#### Lungometraggi
- Lights Out - Terrore nel buio (Lights Out) (2016)
- Annabelle 2: Creation (Annabelle: Creation) (2017)
- Shazam! (2019)
- Shazam! Furia degli dei (Shazam! Fury of the Gods) (2023)
- Until Dawn - Fino all'alba (Until Dawn) (2025)

#### Televisione
- Earth Savers – serie TV documentario, 6 episodi (2011)

### Sceneggiatore
- Vad tyst det blev... – cortometraggio (2006)
- Lights Out – cortometraggio (2013)
- Cam Closer – cortometraggio (2013)
- Pictured – cortometraggio (2014)
- Not So Fast – cortometraggio (2014)
- Coffer – cortometraggio (2014)
- Attic Panic – cortometraggio (2015)
- Closet Space – cortometraggio (2016)

### Direttore della fotografia
- Ladyboy – cortometraggio documentario (2013)
- Lights Out – cortometraggio (2013)
- Cam Closer – cortometraggio (2013)
- Pictured – cortometraggio (2014)
- Not So Fast – cortometraggio (2014)
- Coffer – cortometraggio (2014)
- Attic Panic – cortometraggio (2015)
- Closet Space – cortometraggio (2016)
- Not Alone in Here – cortometraggio (2020)

### Compositore

#### Cortometraggi
- Vad tyst det blev... (2006)
- Animera = Göra livlig (2011)
- Ladyboy – documentario (2013)
- Attic Panic (2015)

#### Televisione
- Earth Savers – serie TV documentario, 5 episodi (2011)

### Montatore
- Vad tyst det blev... – cortometraggio (2006)
- Animera = Göra livlig – cortometraggio (2011)
- Cam Closer – cortometraggio (2013)
- Not So Fast – cortometraggio (2014)
- Coffer – cortometraggio (2014)
- Attic Panic – cortometraggio (2015)
- Shadowed – cortometraggio (2020)
- Not Alone in Here – cortometraggio (2020)

### Produttore
- Vad tyst det blev... – cortometraggio (2006)
- Lights Out – cortometraggio (2013)
- Attic Panic – cortometraggio (2015)
- Closet Space – cortometraggio (2016)

### Attore
- Vad tyst det blev... – cortometraggio (2006)
- Not So Fast – cortometraggio (2014)
- Attic Panic – cortometraggio (2015)
- Closet Space – cortometraggio (2016)
- Shazam! (2019) – non accreditato

### Doppiatore
- Shazam! (2019)
- Shazam! Furia degli dei (2023)

## Premi e riconoscimenti
Guldbagge
2015 - Miglior cortometraggio - Kung Fury